# Schinus
Schinus L., 1753 è un genere di piante appartenente alla famiglia delle Anacardiacee, originario dell'America meridionale.

## Etimologia
Il nome del genere deriva dal greco schinos (= lentisco).

## Descrizione
Comprende circa 30 specie di alberi o arbusti alti fino a 12 m.

## Tassonomia
Il genere comprende le seguenti specie:
- Schinus areira L.
- Schinus bumelioides I.M. Johnst.
- Schinus engleri F.A. Barkley
- Schinus fasciculata (Griseb.) I.M. Johnst.
- Schinus ferox Hassl.
- Schinus gracilipes I.M. Johnst.
- Schinus johnstonii F.A. Barkley
- Schinus kauselii F.A. Barkley
- Schinus latifolia (Gillies ex Lindl.) Engl.
- Schinus lentiscifolia Marchand
- Schinus longifolia (Lindl.) Speg.
- Schinus marchandii F.A.Barkley
- Schinus meyeri F.A. Barkley
- Schinus microphylla I.M. Johnst.
- Schinus molle L.
- Schinus montana Engl.
- Schinus myrtifolia (Griseb.) Cabrera
- Schinus odonellii F.A.Barkley
- Schinus pampeana Bordignon & Vog.Ely
- Schinus patagonica (Phil.) I.M.Johnst. ex Cabrera
- Schinus pearcei Engl.
- Schinus pilifera I.M. Johnst.
- Schinus polygama (Cav.) Cabrera
- Schinus praecox (Griseb.) Speg.
- Schinus ramboi F.A. Barkley
- Schinus roigii Ruiz Leal & Cabrera
- Schinus sinuata Engl.
- Schinus spinosa Engl.
- Schinus talampaya Fabbroni & M.A.Zapater
- Schinus terebinthifolia Raddi
- Schinus uruguayensis (F.A.Barkley) Silva-Luz
- Schinus velutina (Turcz.) I.M.Johnst.
- Schinus venturii F.A.Barkley
- Schinus weinmannifolia Engl.

Le specie più conosciute sono:
- Schinus molle o falso pepe, albero sempreverde di grandi dimensioni 8–10 m, originario del Perù, con chioma tondeggiante e rami ricadenti: le foglie coriacee, di colore verde chiaro, sono composte, imparipennate, con numerose foglioline lanceolate, dal margine liscio o seghettato, con fioritura estiva bianco-giallastra, con i fiori riuniti in pannocchie pendenti e fruttificazione autunnale con piccole drupe aromatiche di colore rosa-rossastro, riunite a grappolo;
- Schinus terebinthifolia o pepe rosa, originario del Sud America: piccolo albero sempreverde alto fino a 7 m, con un corto tronco, chioma densa con foglie aromatiche, composte, formate da 7-13 foglioline, ellittico-ovate, di colore verde, con margine liscio o seghettato, specie dioica ha numerosissimi piccoli fiori bianchi o giallo-verdastri, riuniti in racemi ascellari o terminali, che fioriscono in maggio-giugno. I frutti sono bacche aromatiche riunite a grappolo.

## Usi
- Come pianta ornamentale, per la bellezza del fogliame e la ricca e lieve fioritura che ricorda quella delle mimose, nei viali, parchi, e grandi giardini
- I frutti dal sapore aromatico, vengono utilizzati come succedanei del pepe, con l'accortezza di moderarne la quantità in quanto contengono sostanze potenzialmente tossiche

### Proprietà medicinali
Prestare attenzione al contatto con le foglie, in quanto possono causare dermatiti, mentre i frutti sono leggermente tossici e non vanno assunti in grandi quantità
- I frutti che contengono resine, tannino, glucosio ed un'essenza aromatica, hanno proprietà diuretiche, stomatiche, toniche, utili nelle bronchiti e nelle infezioni delle vie urinarie
- La corteccia e le foglie, vantano proprietà diuretiche, per uso topico utilizzate nella cura di piaghe e ulcerazioni
- Le gommo-resine contenute nei frutti avrebbero un'attività purgativa e antigottosa

## Metodi di coltivazione
Molto coltivato nelle zone più calde dell'Italia, dove a volte si trova rinselvatichito, non sopporta temperature inferiori ai -7 °C, vuole esposizione in pieno sole, posizione riparata dai venti freddi, terreno permeabile e profondo, anche se si adatta a qualunque tipo di terreno purché ben drenato e concimato, frequenti concimazioni e irrigazioni estive nei primi anni dall'impianto, la potatura si rende necessaria per ottenere una forma compatta della chioma, e per eliminare i rami secchi e danneggiati.
Si moltiplica con la semina autunnale in terrine e trapianto nella primavera successiva, o più raramente per talea